# Lewis Carroll
Lewis Carroll   (Daresbury, 27 de gener de 1832 - The Chestnuts, 14 de gener de 1898) és el pseudònim amb què és conegut en la història de la literatura Charles Lutwidge Dodgson, sacerdot anglicà, lògic, matemàtic, fotògraf i escriptor anglès, conegut sobretot per la seua obra Alícia en terra de meravelles.

## Biografia
Els avantpassats de Dodgson procedien principalment del nord d'Anglaterra, amb algunes connexions irlandeses. Conservadors i membres de la High Church anglicana, la majoria d'ells es van dedicar a les dues professions característiques de la classe mitjana-alta anglesa: l'exèrcit i l'Església. El seu besavi, també anomenat Charles Dodgson, va arribar a ser bisbe; el seu avi, un altre Charles, va ser capità de l'exèrcit i va morir en la batalla l'any 1803, quan els seus dos fills eren encara molt petits.
El seu fill (futur pare de Lewis Carroll i també anomenat Charles) va estudiar a Westminster School, i després al Christ Church, Oxford. Amb grans dots per a les matemàtiques, va obtenir una doble titulació que prometia ser el començament d'una brillant carrera acadèmica. Tanmateix, el futur pare de Lewis Carroll va preferir, després de casar-se l'any 1827 amb la seua cosina, fer-se rector rural.
El seu fill Charles va nàixer en la petita parròquia de Daresbury, a Cheshire. Va ser el tercer dels fills del matrimoni Dodgson, i el primer baró. Després seguirien vuit fills més i, el que resulta més insòlit per a l'època, tots ells –set nenes i quatre nens- van sobreviure fins a l'edat adulta. Quan Charles tenia onze anys, son pare va ser nomenat rector de la localitat de Croft-on-Tees, a North Yorkshire, i tota la família es va traslladar a l'espaiós rectorat que seria el domicili familiar durant els següents 25 anys.
Dodgson pare va anar fent progressos en l'escalafó eclesiàstic: va publicar diversos sermons, va traduir Tertul·lià, es va convertir en ardiaca de la catedral de Ripon, i va prendre part activa en les apassionades discussions que llavors dividien l'Església anglicana. Ell era partidari del High Church i favorable a l'anglo-catolicisme; admirava John Henry Newman i el moviment tractarià, i va fer el que va poder per transmetre als seus fills els seus punts de vista.
El jove Charles va iniciar la seua educació en la seua pròpia casa. Les llistes de les seues lectures conservades per la família són testimoni de la seua precocitat intel·lectual: als set anys, va llegir The Pilgrim's Progress de John Bunyan. S'ha dit que va patir un trauma infantil quan se li va obligar a contrarestar la seua tendència natural a ser esquerrà; no hi ha, això no obstant, cap prova que haja sigut així. Sí que va patir d'una altra discapacitat: un tartamudeig que tindria efectes perjudicials en les seues relacions socials durant tota la seua vida. Als dotze anys, va ser enviat a una escola privada en els afores de Richmond, on sembla haver-se integrat bé, i l'any 1845 es va traslladar a Rugby School, on va ser evidentment menys feliç, segons ell mateix va escriure alguns anys després d'abandonar el lloc:
Crec ... que per res en aquest món tornaria novament a viure els tres anys que hi vaig passar... Puc dir, honestament, que si haguera estat... fora de perill de la molèstia nocturna, la duresa de la vida diürna se m'haguera fet, en comparació, moltíssim més suportable. 
La naturalesa d'aquesta "molèstia nocturna" mai no serà, potser, correctament interpretada. Pot ser una forma delicada de fer referència a algun tipus d'abús sexual. Acadèmicament, això no obstant, Charles hi va reeixir prou bé. El seu professor de matemàtiques, R. B. Major, va dir d'ell: "No he conegut un xicot més prometedor des que estic a Rugby".

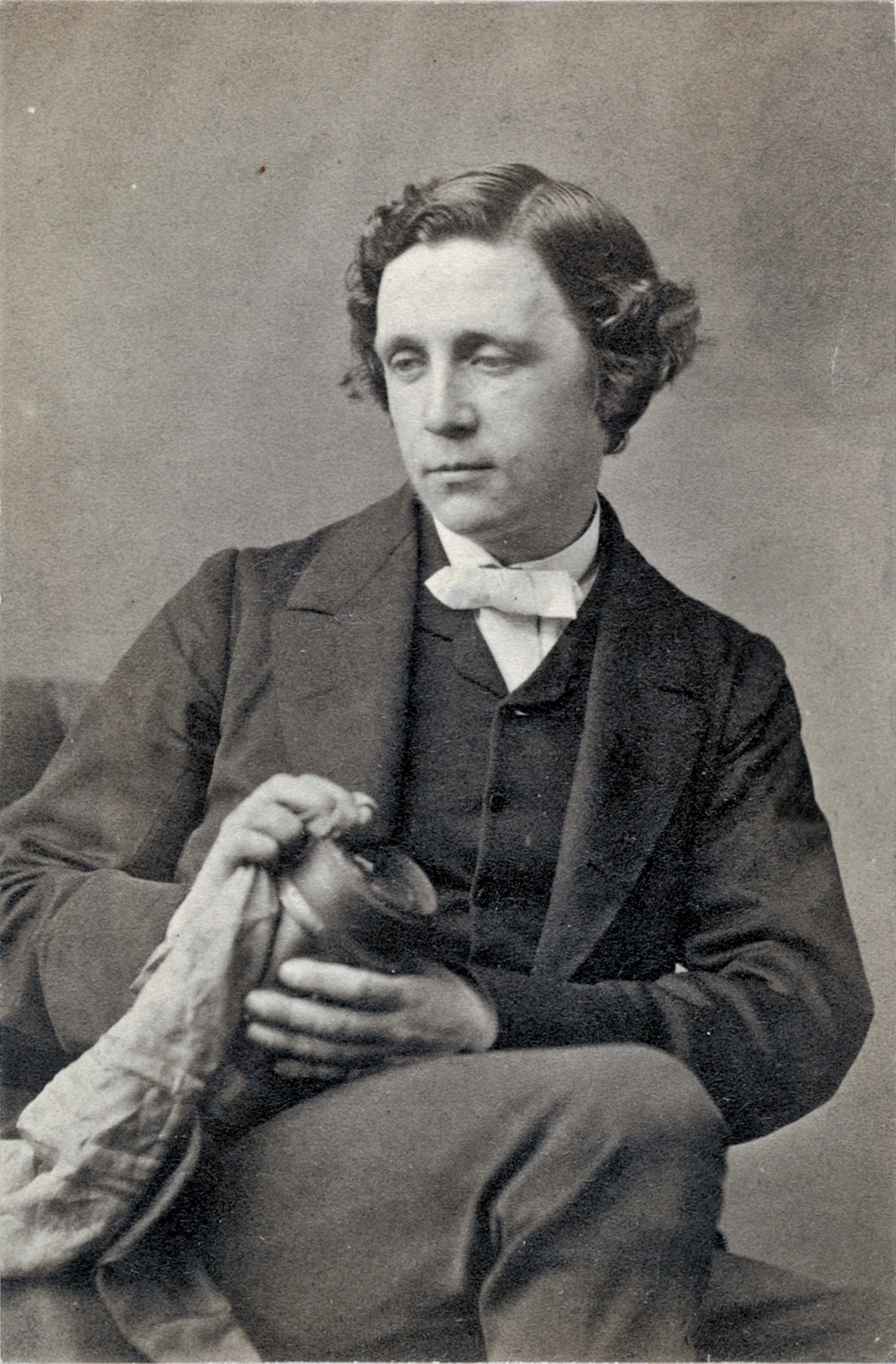
Lewis Carroll netejant la lent de la seua càmera. Fotografia d'Oscar Gustave Rejlander

Va abandonar Rugby a la fi de l'any 1850 i el gener de 1851 es va traslladar a la Universitat d'Oxford, on va ingressar en l'antic college de son pare, Christ Church. Portava només dos dies a Oxford quan va haver de tornar a casa: sa mare havia mort d'"inflamació del cervell" (possiblement meningitis) als quaranta-set anys.
Qualssevol que hagen estat els sentiments que la mort de sa mare li va produir a Dodgson, no va permetre que l'apartaren de l'objectiu que l'havia portat a Oxford. Tal vegada no sempre va treballar de valent, però estava excepcionalment dotat i va obtenir amb facilitat uns resultats excel·lents. La seua primerenca carrera acadèmica va oscil·lar entre els seus èxits, que prometien una carrera explosiva, i la seua tendència irresistible a la distracció. A causa de la seua peresa, va perdre una important beca, però, tot i així, la seua brillantor com a matemàtic li va fer guanyar, el 1857, un lloc de professor de matemàtiques a Christ Church, que va exercir durant els 26 anys següents (encara que no sembla haver gaudit especialment de la seua activitat). Quatre anys després va ser ordenat diaca.
A Oxford, se li va diagnosticar epilèpsia, la qual cosa constituïa en aquells temps un estigma social considerable. Tanmateix, en data recent, John R. Hughes, director de la Universitat d'Illinois (Chicago), ha suggerit que hi va poder haver un error de diagnòstic.

## Carroll i la fotografia

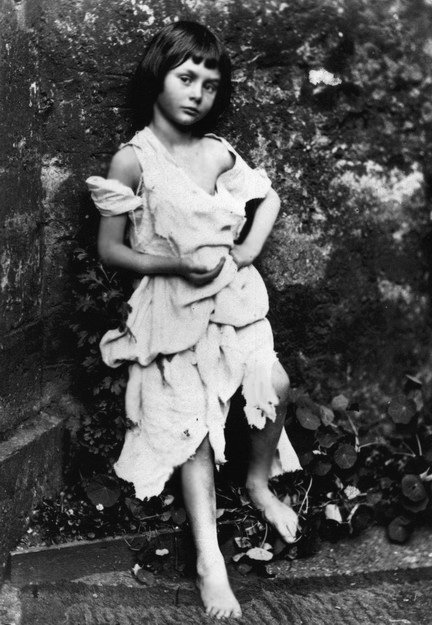
Fotografía d'Alice Liddell per Lewis Carroll (1858)

L'any 1856, Dodgson va descobrir una nova forma d'art, la fotografia, primer per influència del seu oncle Skeffington Lutwidge, i més tard del seu amic d'Oxford Reginald Southey i del pioner de l'art fotogràfic Oscar Gustave Rejlander.
Aviat va aconseguir l'excel·lència en aquest art, que va convertir en expressió de la seua personal filosofia interior: la creença en la divinitat del que ell anomenava bellesa, que per a ell significava un estat de perfecció moral, estètica o física. Mitjançant la fotografia, Carroll va tractar de combinar els ideals de llibertat i bellesa amb la innocència edènica, en què el cos humà i el contacte humà podien ser gaudits sense sentiment de culpa. En la seua mitjana edat, aquesta visió es va transformar en la persecució de la bellesa com un estat de gràcia, un mitjà per a recuperar la innocència perduda. Això, junt amb la seua passió pel teatre, que el va acompanyar durant tota la vida, li va portar problemes amb la moral victoriana, i fins i tot amb els principis anglicans de la seua pròpia família. Com assenyala el seu principal biògraf, Morton Cohen: "Va rebutjar rotundament el principi calvinista del pecat original i el va substituir per la noció de divinitat innata".
L'obra definitiva sobre la seua activitat com a fotògraf Lewis Carroll, Photographer, de Roger Taylor (2002), documenta exhaustivament cada una de les fotografies de Lewis Carroll que s'han conservat. Taylor calcula que una mica més de la meitat de la seua obra conservada està dedicada a retratar xiquetes. Tanmateix, s'ha de tenir en compte que s'ha conservat menys d'un terç de la totalitat de la seua obra. La xiqueta que més vegades li va servir de model va ser Alexandra Kitchin ("Xie"), filla del degà de la catedral de Winchester, a qui va fotografiar unes cinquanta vegades des que tenia 4 anys fins que va complir-ne 16. L'any 1880, va intentar fotografiar-la en vestit de bany, però no se li va permetre. Se suposa que Dodgson va destruir o va tornar les fotografies de nus a les famílies de les xiquetes que fotografiava. Es creia que s'havien perdut, però s'han trobat sis nus, dels quals quatre han estat publicats i dos a penes es coneixen. Les fotografies i esbossos de nus que Dodgson realitzava van encoratjar la suposició que tenia tendències pedòfiles.
La fotografia li va ser també útil com a entrada en cercles socials elevats. Quan va aconseguir tenir un estudi propi, va fer notables retrats de personatges rellevants, com John Everett Millais, Ellen Terry, Dant Gabriel Rossetti, Julia Margaret Cameron i Alfred Tennyson. Va cultivar també el paisatge i l'estudi anatòmic.
Dodgson va abandonar sobtadament la fotografia l'any 1880. Després de 24 anys, dominava completament la tècnica, disposava del seu propi estudi en el barri de Tom Quad, i havia creat unes 3.000 imatges. Menys de 1.000 han sobreviscut al temps i a la destrucció intencionada. Dodgson registrava curosament les circumstàncies que envoltaven la creació de cadascuna de les seues fotografies, però el seu registre va ser destruït.
La seua obra va ser reconeguda de manera pòstuma, junt amb la de Julia Margaret Cameron, gràcies a la reivindicació que en van fer els fotògrafs del pictorialisme, així com al suport del cercle de Bloomsbury, a què pertanyia Virginia Woolf. En l'actualitat, és considerat un dels fotògrafs victorians més importants, i, amb seguretat, el més influent en la fotografia artística contemporània.

## Carrera literària
Dodgson va escriure poesia i contes, que va trametre a diverses revistes i que li van reportar un èxit discret. Entre 1854 i 1856, la seua obra va aparéixer en les publicacions d'àmbit nacional The Comic Times i The Train, així com en revistes de menor difusió, com la Whitby Gazette i l'Oxford Critic.
La major part d'aquests escrits de Dodgson són humorístics, i de vegades satírics. Però, tenia un alt nivell d'autoexigència. El juliol de 1855 va escriure: "No crec haver escrit encara res digne d'una vertadera publicació (categoria en què no incloc la Whitby Gazette o l'Oxonian Advertiser), però no desespere de fer-ho algun dia". Anys abans d'Alícia al país de les meravelles, ja buscava idees de contes per a xiquets que pogueren proporcionar-li diners: "Un llibre de Nadal [que podria] vendre's bé... Instruccions pràctiques per a construir titelles i un teatre".
L'any 1856, va publicar la seua primera obra amb el pseudònim que el faria famós: un predicible poemeta romàntic, "Solitude", que va aparèixer en The Train signat per Lewis Carroll. Va crear aquest sobrenom a partir de la llatinització del seu nom i el cognom de sa mare, Charles Lutwidge. Lutwidge va ser llatinitzat com Ludovicus, i Charles com Carolus. El resultant, Ludovicus Carolus, va tornar una altra vegada a l'idioma anglés com Lewis Carroll.

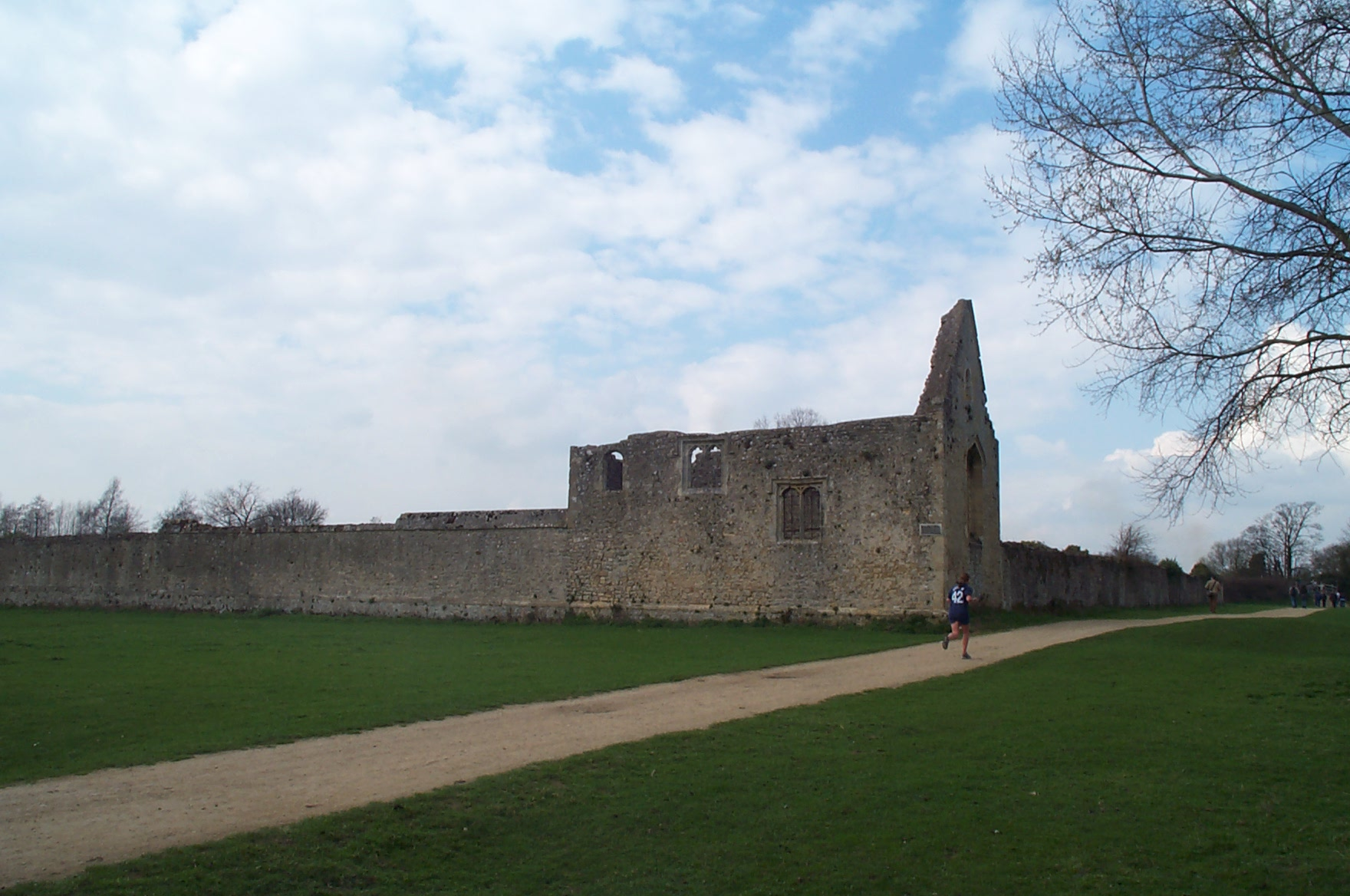
Ruïnes del convent de Godstow

També l'any 1856, un nou degà, Henry Liddell, va arribar a Christ Church, portant amb ell la seua jove esposa i les seues filles, que tindrien un important paper en la vida de Dodgson. Aquest va entaular una gran amistat amb la mare i amb els xiquets, especialment amb les tres filles, Lorina, Alice i Edith. Sembla que esdevingué una espècie de tradició per a Dodgson portar les xiquetes de pícnic al riu, a Godstow o a Nuneham.
Va ser en una d'aquestes excursions, concretament, segons els seus diaris, el 4 de juliol de 1862, quan Dodgson va inventar l'argument de la història que més tard arribaria a ser el seu primer i més gran èxit comercial. Ell i el seu amic, el reverend Robinson Duckworth, van portar les tres germanes Liddell (Lorina, de tretze anys; Alice, de deu; i Edith, de vuit) a passejar amb barca pel Tàmesi. Segons els relats del mateix Dodgson, d'Alice Liddell i de Duckworth, l'autor va improvisar la narració, que va entusiasmar les xiquetes, especialment Alice. Després de l'excursió, Alice li va demanar que escriguera la història. Dodgson va passar una nit component el manuscrit, i el va regalar a Alice Liddell en el Nadal següent. El manuscrit es titulava Les aventures d'Alícia sota terra (Alice's Adventures Under Ground), i estava il·lustrat amb dibuixos del mateix autor.
Tres anys més tard, Dodgson, mogut pel gran interés que el manuscrit havia despertat entre tots els seus lectors, va portar el llibre, convenientment revisat, a l'editor Macmillan, a qui li va agradar immediatament. Després de dubtar entre els títols d'Alícia entre les fades i L'hora daurada d'Alícia, l'obra es va publicar finalment l'any 1865 com Les aventures d'Alícia al país de les meravelles (Alice's Adventures in Wonderland), i signada per Lewis Carroll. Les il·lustracions d'aquesta primera edició van ser obra de sir John Tenniel.
El multitudinari èxit del llibre va portar l'autor a escriure i publicar una segona part, Alícia a través de l'espill (Through the Looking-Glass and what Alice Found There).
Posteriorment, Carroll va publicar el seu gran poema paròdic La caça del Snark o La caça del Merma (The Hunting of the Snark), l'any 1876; i els dos volums de la seua última obra, Silvia i Bruno, el 1889 i el 1893, respectivament. També va publicar amb el seu vertader nom molts articles i llibres de tema matemàtic. En destaquen El joc de la lògica i Euclides i els seus rivals moderns.

## Obres

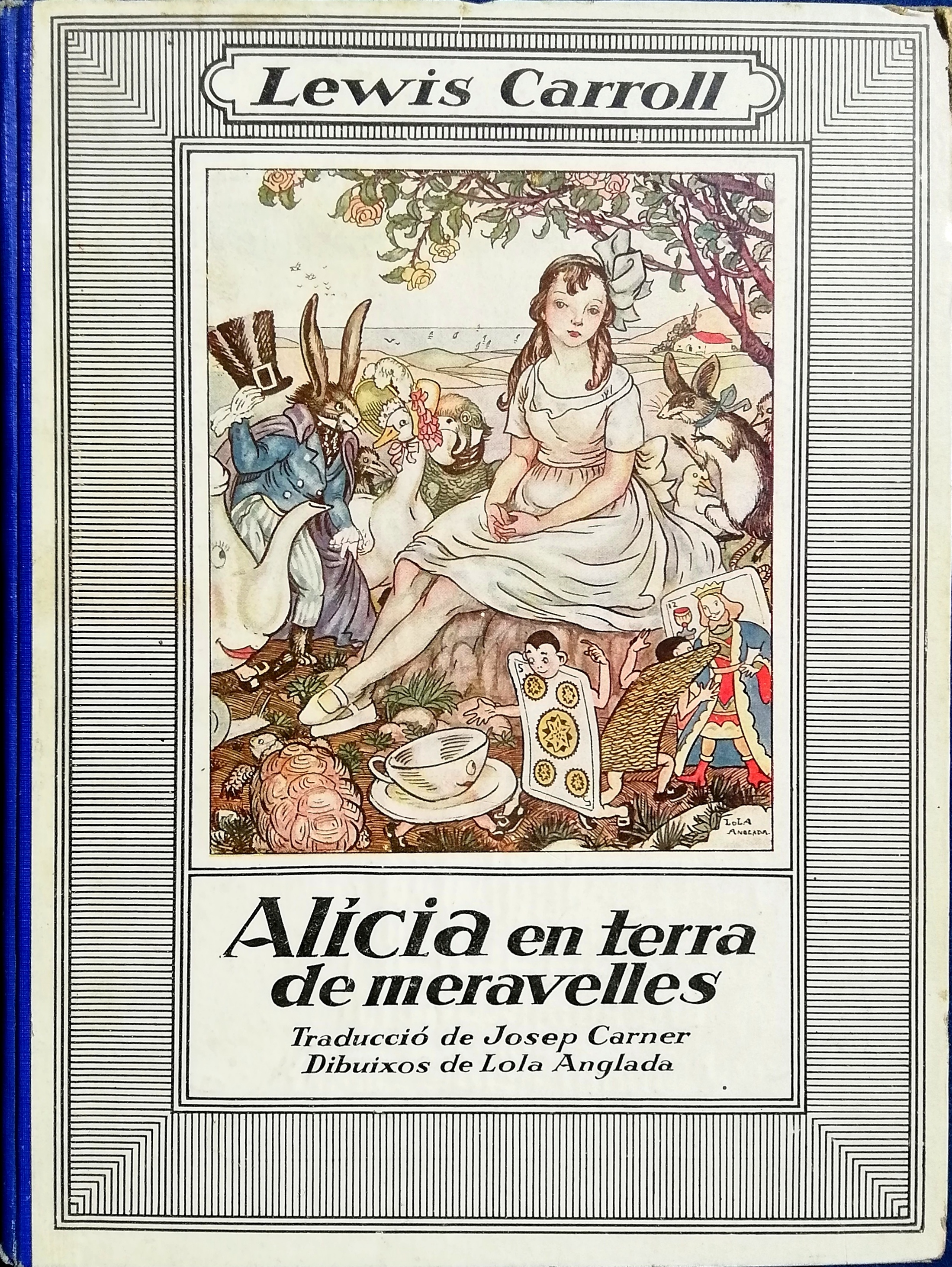
Alícia al país de les meravelles, traducció catalana publicada l'any 1927 a Barcelona

### Obres literàries
- Useful and Instructive Poetry (1845, recull publicat pòstumament, el 1954).
- The Rectory Magazine (1848, publicada pòstumament, el 1975), revista casolana feta per la família, amb Carroll aportant les principals contribucions. Poesia, contes, historietes, dibuixos.
- The Rectory Umbrella (1850-1853, publicada pòstumament junt amb Mischmasch, el 1932), revista casolana feta per la família, amb Carroll aportant les principals contribucions.
- Mischmasch (1855-1862, publicada pòstumament junt amb The Rectory Umbrella, el 1932), revista casolana feta per la família, amb Carroll aportant les principals contribucions.
- Alice’s Adventures in Wonderland (1865)

català: Alícia en terra de meravelles, primera traducció al català, per Carner, amb il·lustracions de Lola Anglada (Barcelona: Mentora, 1927; Barcelona: Editorial Joventut, 1971)
català: Alícia al país de les meravelles, traducció de Salvador Oliva Llinàs, il·lustracions originals de John Tenniel (Barcelona: Empúries, 1996; Edicions 62, labutxaca, 2009, 2010)
català: Les aventures d'Alícia, inclou: Les aventures d'Alícia en terra de meravelles, i A través del mirall i allò que Alícia va trobar a l'altra banda, traducció de Víctor Compta, il·lustracions originals de John Tenniel (Barcelona: Barcanova, 1990)
- Phantasmagoria and other Poems (Fantasmagoria i altres poemes, 1869)
- Through the Looking-Glass, and What Alice Found There (1871)

català: Alícia a través de l'espill, traducció d'Amadeu Viana, il·lustracions originals de John Tenniel (Barcelona: Quaderns Crema, 1985)
català: Les aventures d'Alícia, inclou: Les aventures d'Alícia en terra de meravelles, i A través del mirall i allò que Alícia va trobar a l'altra banda, traducció de Víctor Compta, il·lustracions originals de John Tenniel (Barcelona: Barcanova, 1990)
- The Vision of the Three T's, A Threnody (1873), poema o obra paròdica.
- The Hunting of the Snark (1875)

català: 
- La caça del Merma, versió d'Amadeu Viana, amb dibuixos de Henry Holiday i fotografies de Carmela Llobet. Biblioteca La Suda, sèrie Transvària (Lleida, Pagès Editors, 1999), 112 pàgines. ISBN 84-7935-634-0.
- La cacera del sauró, traducció de Miquel Àngel Llauger. Martorell: Adesiara, 2020. A la col·lecció D'ací i d'allà. 112 pàgines. ISBN 978-84-16948-54-3

- A Tangled Tale (Un conte embullat, 1885)[10]
- The Game of Logic (El joc de la lògica, 1876)
- Sylvie and Bruno (1889)[10]
- Sylvie and Bruno Concluded (Sílvia i Bruno, 1889)[10]
- Pillow Problems (Problemes de coixí, 1893)[10]
- What the Tortoise Said to Achilles (El que la tortuga va dir a Aquil·les), dins: Mind 1 (1895), pàgines 278–280.
- Rhyme? and Reason? (Rima? i sentit?, 1898)
- The Diaries of Lewis Carroll (Els diaris de Lewis Carroll), a cura de Roger Lancelyn Green, 2 volums (Londres, 1953, Westport, 1971)
- The Letters of Lewis Carroll (Correspondència de Lewis Carroll), a cura de Morton N. Cohen, 2 volums (Nova York, 1979).

### Obres matemàtiques i de lògica
- The Fifth Book of Euclid Treated Algebraically (1858)
- A Syllabus of Plane Algebraical Geometry, Systematically Aranged with Formal Definitions, Postulates, and Axioms (1860)
- An Elementary Treatise on Determinants (Un tractat elemental sobre els determinants, 1867)
- Euclid and His Modern Rivals (Euclides i els seus rivals moderns, 1879)
- Symbolic Logic (Lògica simbòlica, publicat en dues parts, l'una el 1896 i l'altra pòstumament, el 1977)

## Obres de teatre en català basades en Lewis Carroll
- Alícia, un viatge al país de les meravelles, a partir de Lewis Caroll, dramatúrgia i direcció de Carlota Subirós, estrenada a Barcelona, al Teatre Lliure, sala Fabià Puigserver, el 12-29 de novembre del 2010. Vegeu el dossier en PDF i la fitxa de l'espectacle a la pàgina web del Teatre Lliure.
- Ludovicus Carolus, a partir de Lewis Carroll, dramatúrgia i direcció d'Alícia Gorina, estrenada a Barcelona, al Teatre Lliure, sala Fabià Puigserver, el 24 de novembre del 2010.[11]

## Cinema en català basat en Lewis Caroll
- Alícia a l'Espanya de les meravelles, director: Jordi Feliu, rodada entre 1977 i 1978; i estrenada el gener del 1979. Adaptació lliure de l'obra de Lewis Carroll, Alícia en terra de meravelles, utilitzada per a denunciar el règim franquista. Es va estrenar en castellà i, al cap de vuit anys, va mostrar-se'n la versió catalana, que era la versió que s'havia previst de bell començament.